# Miroslav Hlinka
Miroslav Hlinka (Trenčín, 31 agosto 1972 – Banská Bystrica, 14 settembre 2014) è stato un hockeista su ghiaccio slovacco.

## Palmarès

### Mondiali
- 3 medaglie:
  - 1 oro (Svezia 2002)
  - 1 argento (Russia 2000)
  - 1 bronzo (Finlandia 2003)